# Kain und Mabel
Kain und Mabel (Originaltitel: Cain and Mabel) ist eine US-amerikanische Filmkomödie mit zahlreichen Revuenummern aus dem Jahr 1936 mit Marion Davies und Clark Gable in den Hauptrollen. Der finanzielle Reinfall des Films beschleunigte das Ende der Filmkarriere von Marion Davies.

## Handlung
Aloysius K. Reilly, ein glück- und arbeitsloser Reporter schafft es durch eine Unachtsamkeit, dass die Kellnerin Mabel O’Dare seinetwegen ihren Job verliert. Er versucht sein Missgeschick wieder gutzumachen, indem er Mabel, die etwas singen und ein wenig tanzen kann, eine Anstellung als Showgirl verschafft. Durch einen Zufall erhält Mabel, deren Talente eher beschränkt sind, plötzlich die Hauptrolle in der Show. Mabel versucht ihr Bestes und übt jede Nacht, um ihre wenigen Tanzschritte zu lernen. Da lernt sie den Schwergewichtsboxer Larry Cain kennen. Aloysius erkennt das Potential an kostenloser Publicity für beide, wenn er die Zwei als Amerikas neues Traumpaar inszeniert. Obwohl sich Mabel und Cain eigentlich hassen, machen sie bei dem Schwindel mit, der bald gewaltige Wellen schlägt. Alle Welt redet nur noch von der Romanze dieser ungleichen Charaktere und nimmt regen Anteil am Verlauf ihrer Beziehung. Am Ende verlieben sich Cain und Mabel dann doch noch ineinander und ziehen nach der Heirat nach New Jersey, wo Cain eine Autowerkstatt betreibt.

## Hintergrund
Marion Davies begann ihre Filmkarriere Ende der 1910er dank der tatkräftigen Unterstützung durch ihren Geliebten, den Medientycoon William Randolph Hearst. Der gründete mit Cosmopolitan Productions eine eigene Produktionsgesellschaft und verschaffte Davies lukrative Verträge erst bei Paramount Pictures und ab 1924 bei MGM. Sie verdiente 10.000 US-Dollar die Woche und entwickelte sich bald zu einer beliebten Darstellerin in leichten Komödien. Trotz eines leichten Stotterns schaffte Davies den Sprung in den Tonfilm, doch allmählich begann ihre Popularität zu verblassen. Während Hearst sie am liebsten in hochdramatischen Rollen auf der Leinwand sah, bevorzugte das Publikum Davies in zeitgenössischen Sujets. Nach dem Reinfall von Polly of the Circus, der sie 1931 an der Seite von Clark Gable zeigte, war das Ende der Zusammenarbeit mit MGM absehbar. Der Bruch kam schließlich 1934, als sich Irving Thalberg dem ausdrücklichen Wunsch von Hearst verweigerte, Davies die Hauptrollen in The Barretts of Wimpole Street und Marie-Antoinette zu geben. In beiden Fällen übernahm seine Ehefrau Norma Shearer die Rollen und Hearst beendete die Zusammenarbeit. Nach einigen Verhandlungen um Konditionen und Mitspracherechten wurde eine Übereinkunft mit Warner Brothers getroffen. Bei der Produktion von Kain und Mabel wurde weder an Kosten noch an Aufwand gespart. Mit Clark Gable wurde Davies der größte männliche Star überhaupt an die Seite gestellt. Gleichzeitig versuchte das Drehbuch, das komödiantische Talent von Marion Davies wieder in den Vordergrund zu stellen. Hearst bestand jedoch auf umfangreichen Revuenummern, obwohl Davies weder eine sonderlich begabte Tänzerin noch eine gute Sängerin war. Das fertige Ergebnis erwies sich an der Kinokasse als unpopulär und Marion Davies zog sich 1937 von der Leinwand zurück.

## Kritiken
Der einhelligen Konsensus war, dass die beiden Stars komplett fehlbesetzt seien.
Newsweek gab die Meinung vieler Kritiker wieder, wenn dort recht bildlich ausgeführt wurde, Gable und Davies würde sich in den Film einfügen wie eine dicke Hand in einen zu kleinen Handschuh. Zu viel Talent würde einer viel zu dünnen Story gegenüberstehen. (“Clark Gable and Marion Davies fit in this picture like a fat hand squeezed into a small glove. Too much talent for such a skimpy, thinly woven plot that unravels in a trite series of moments rather than a well constructed tale.”)
Auch das Lexikon des Internationalen Films war nicht überzeugt:

„Das Ergebnis erweist sich als vertane Liebesmüh’: Schwung will nicht aufkommen, und auch die Schauspieler wissen nicht zu überzeugen. Glanzlichter des Films sind die hörenswerten Songs von Warren und Dubin.“

## Auszeichnungen
Bei der Oscarverleihung 1937 erhielt der Film eine Nominierung in der Kategorie
- Beste Tanzregie